# Kanton Villeurbanne-Nord
Kanton Villeurbanne-Nord (francouzsky Canton de Villeurbanne-Nord) je francouzský kanton v departementu Rhône v regionu Rhône-Alpes. Tvoří ho pouze severní část města Villeurbanne.